# Kira Poutanen
Kira Poutanen, född 30 mars 1974 i Lahtis, är en finländsk författare, översättare och skådespelare som för tillfället bor och studerar i Frankrike. Till sin utbildning är Poutanen filosofiemagister. 
Hennes debutbok, som hon vann det prestigefulla Finlandia Juniorpriset för, heter Ihana meri (Det underbara havet) och handlar om en tonårsflicka som insjuknar i anorexi. Boken har översatts till holländska, danska och litauiska. Hennes andra bok heter Katso minua! (Se på mig!) och handlar om en ung skådespelerska i Frankrike som är redo att göra vad som helst för berömmelse.